# Hubert Reichelt
Hubert Reichelt (* 14. Oktober 1878 in Pless; † 15. Februar 1938 im Kattern) war ein deutscher römisch-katholischer Geistlicher und Märtyrer.

## Leben
Hubert Reichelt wurde am 23. Juni 1902 in Breslau zum Priester geweiht. Die Stationen seines Wirkens waren: Kaplan in Schönau (Landkreis Leobschütz), ab 1903 an der Kirche Liebfrauen in Berlin-Kreuzberg, ab 1908 Pfarrer in Weigelsdorf und ab 1921 Pfarrer in Kattern (südöstlich Breslau). Ab 1935 war er gleichzeitig Erzpriester des Archipresbyteriats Ohlau.
Schon vor der Machtergreifung 1933 war Pfarrer Reichelt wegen seiner kritischen Predigten im Visier der  Nationalsozialisten, die ihm Vergeltung androhten. Am 21. und 23. März 1937 verlas er von der Kanzel die Enzyklika Mit brennender Sorge und kommentierte sie zustimmend. Ferner äußerte er sich gegen die nationalsozialistische Politik der Vernichtung lebensunwerten Lebens. Die darauf erlittenen Verhöre durch die Gestapo und die Oberstaatsanwaltschaft des Sondergerichts Breslau führten zwar nicht zur Verhaftung, doch wurde er am 15. Februar 1938 von einem auf einem Fahrrad flüchtenden Unbekannten in seinem Pfarrhaus erschossen. Er war 59 Jahre alt. Der Täter wurde nicht ermittelt.

## Gedenken
Die Römisch-katholische Kirche in Deutschland hat Hubert Reichelt als Märtyrer aus der Zeit des Nationalsozialismus in das deutsche Martyrologium des 20. Jahrhunderts aufgenommen.